# Megalohyrax
Megalohyrax és un gènere extint de damans de la família dels pliohiràcids que visqueren a Àfrica i Àsia des de l'Eocè inferior fins al Miocè mitjà, fa entre 13,8 i 55,8 milions d'anys. Se n'han trobat restes fòssils a Algèria, l'Aràbia Saudita, Egipte, Etiòpia i Kenya. Mantingueren una morfologia extremament conservadora durant la seva llarga existència. Les seves dents fan pensar que eren animals brostejadors que es nodrien de fulles. El nom genèric Megalohyrax significa ‘Hyrax gros’ i es refereix al fet que devia assolir la mida d'un tapir de grans dimensions.